# Paul Thoraval
Pour les articles homonymes, voir Thoraval.
Paul Thoraval, né le 11 août 1910 à Sartilly et mort le 12 janvier 1972 à Paris, est un journaliste et écrivain français qui fut secrétaire de rédaction du journal français Le Bâtiment, et du Digeste Catholique (édition française), et président du Syndicat des journalistes français de 1959 à 1963.